# Laurin & Klement B

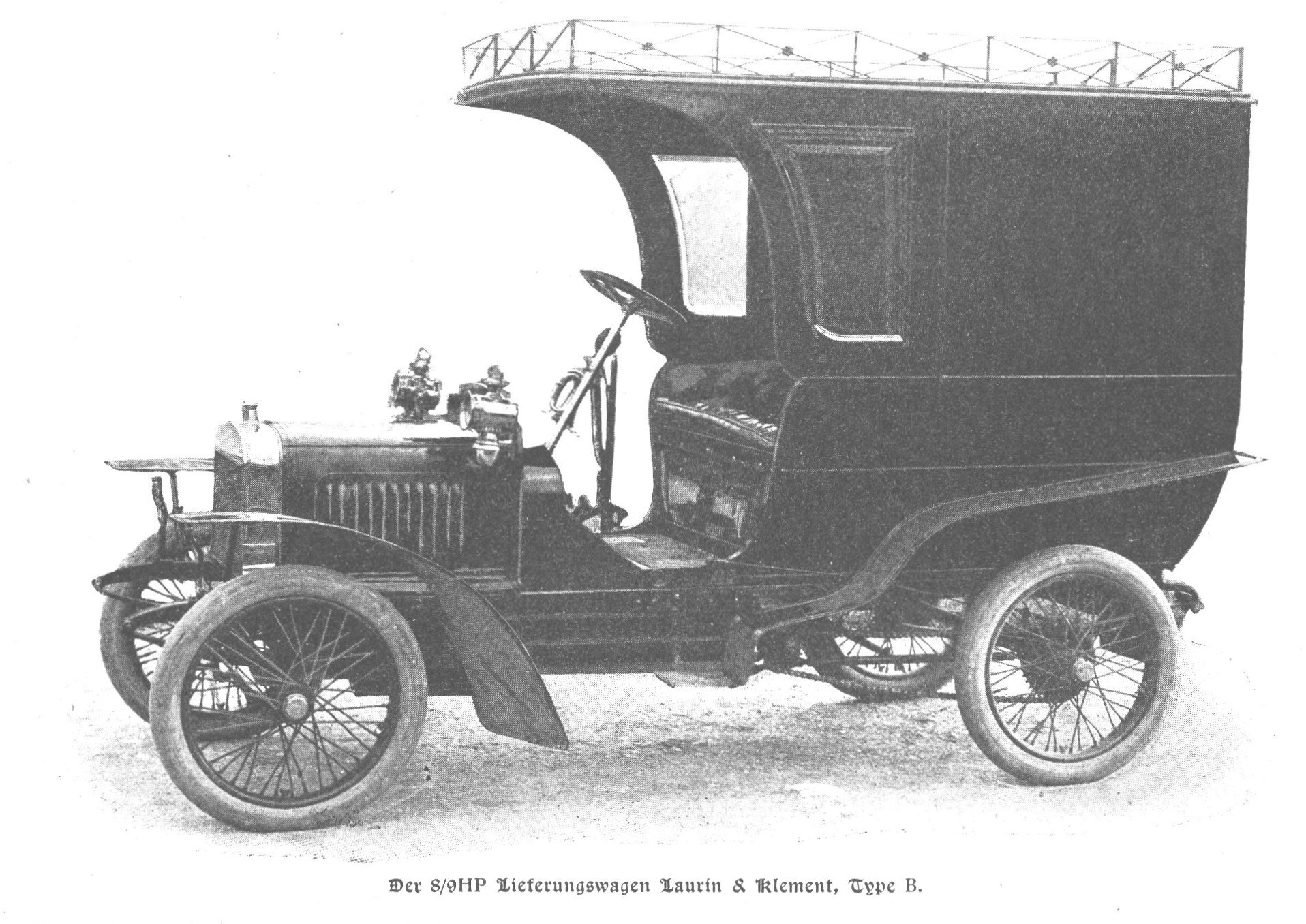
Laurin & Klement B 9 PS Lieferungswagen (Allgemeine Automobil-Zeitung, 1907)

Der Laurin & Klement B mit der Bezeichnung 8/9 HP war der Nachfolger des ersten Automobils von Laurin & Klement, des Typ A. Er kam 1906 als 2-sitzige Voiturette heraus.
Der wassergekühlte, wechselgesteuerte Zweizylinder-Viertakt-V-Motor hatte einen Hubraum von 1399 cm³ mit 90 mm Bohrung und 110 mm Hub und leistete maximal 9 PS (6,6 kW). Er beschleunigte das 500–600 kg schwere Fahrzeug bis auf 45 km/h. Über eine Welle wurde die Antriebskraft an das separate Dreiganggetriebe und von dort über Wellen und Ketten an die Hinterräder weitergeleitet. Der Rahmen des Wagens bestand aus genieteten Stahl-U-Profilen. Der Radstand ist 2190 mm, Spurweite vorn und hinten 1150 mm.
Von diesem Modell wurden neben 222 zweisitzigen Voituretten auch 15 Viersitzer und 13 Fahrgestelle und Nutzfahrzeuge hergestellt, insgesamt also 250 Fahrzeuge.

## Quelle
- Fahrzeughistorie von Skoda.de
- Legenden von Skoda.de